# Охотське міське поселення
Охо́тське міське поселення (рос. Охотское городское поселение) — міське поселення у складі Охотського району Хабаровського краю Росії.
Адміністративний центр та єдиний населений пункт — селище міського типу Охотськ.

## Населення
Населення сільського поселення становить 3298 осіб (2019; 4215 у 2010, 5738 у 2002).